# Homopteroidea minor
Homopteroidea minor är en kackerlacksart som beskrevs av Hanitsch 1933. Homopteroidea minor ingår i släktet Homopteroidea och familjen Polyphagidae. Inga underarter finns listade i Catalogue of Life.